# The Killing Jar - Situazione critica
The Killing Jar - Situazione critica (The Killing Jar) è un film del 2010 diretto da Mark Young.
Thriller poliziesco statunitense con protagonista Michael Madsen che interpreta uno psicopatico che prende in ostaggio i clienti di un locale sperduto, solo per rendersi conto che uno di loro è più pericoloso di lui.

## Trama
Diverse persone sono riunite in una tavola calda: Noreen, una cameriera amichevole e loquace; Lonnie, un poliziotto ottuso; Jimmy, il proprietario irascibile; Billy e Starr, una giovane coppia in fuga; John, un mite venditore in viaggio per New York City e Hank, un cliente abituale. La radio in funzione trasmette un comunicato: un'intera famiglia è stata assassinata in modo raccapricciante in una contea vicina. Noreen rabbrividisce e diventa sempre più agitata e nervosa dopo che un uomo dal fare scorbutico entra nel locale. Noreen, sottovoce, chiede a Lonnie di indagare sul nuovo arrivato, ma il poliziotto la tranquillizza. Anche Hank esorta Lonnie a fare qualcosa.
Il poliziotto si fa coraggio e decide di parlare al nuovo arrivato. Quando Lonnie lo interroga, l'uomo diventa sempre più evasivo nel rispondere e sbeffeggia l'agente, che gli punta la pistola contro. Lonnie si scusa, imbarazzato, riponendo l'arma, quando Hank, uscito ad indagare, riferisce che il veicolo dell'uomo non corrisponde ai rapporti diramati dalla polizia. Mentre i clienti finalmente si rilassano, l'uomo lascia la tavola calda, ma vi ritorna subito dopo armato con un fucile e una pistola. Dopo aver ucciso Lonnie e Jimmy, prende in ostaggio gli altri clienti. Ordina a Noreen di raccogliere tutti i portafogli e i cellulari e costringe Hank a spostare i cadaveri. Il malvivente sorprende Noreen che cerca di riappropriarsi di un cellulare e minaccia di ucciderla se lo farà di nuovo. Hank propone agli altri clienti di assalire l'uomo, poiché ha già sparato diversi colpi, ma Noreen e John rifiutano. La coppia di innamorati, spaventata, si rannicchia in un angolo.
Un nuovo cliente entra nel ristorante, si presenta come il signor Greene e non sembra minimamente sorpreso dalla situazione. Porge una valigia piena di soldi al rapitore e lo chiama "Smith". Quando Greene tenta di andarsene, l'uomo armato lo lega ad una sedia, lo incappuccia e inizia ad interrogarlo in merito all'identità di "Smith". Dopo essere stato picchiato violentemente, Greene rivela di essere uno sviluppatore di terreni corrotto che ha assunto un sicario professionista per uccidere la famiglia vicina quando si sono rifiutati di vendere la loro terra per costruire un centro commerciale. Senza eredi della polizza di assicurazione sulla vita della famiglia, Greene avrebbe acquistato il terreno dalla banca.
Disgustato, l'uomo armato uccide Greene per non aver fornito abbastanza informazioni e si rende conto che una delle persone nel ristorante deve essere il sicario. Noreen lo prega di lasciarli andare, ma l'uomo è intenzionato a trovare "Smith" a tutti i costi ed è disposto ad usare qualsiasi mezzo.
L'uomo esclude subito Noreen e la giovane coppia dai sospetti. Prima interroga Hank, che, dopo essere stato colpito a una gamba, rivela di essere un ex soldato che sta tradendo sua moglie. In preda al dolore, ammette di aver fatto sesso con donne e uomini alle fermate dei camion, alle stazioni di servizio e ai bagni. Soddisfatto che Hank abbia confessato i suoi peccati, il rapitore lo uccide.
Quindi ammanetta e interroga John, che ammette, dopo qualche esitazione, di non essere un venditore, ma di essere "Smith". John racconta in che modo ha ucciso la famiglia. L'uomo armato minaccia di torturare John, ma quest'ultimo lo deride, quasi divertito, poiché non rivelerà alcun dettaglio sui suoi datori di lavoro tranne che sono potenti e ben organizzati.
John ribalta le parti nell'interrogatorio e l'uomo armato rivela di essere anche un ex militare, espulso a causa di instabilità mentale e incarcerato per due anni. Con la situazione ora ribaltata, l'uomo armato tenta invano di contrattare con John. Convinto che qualunque cosa faccia lo porterà a essere condannato a morte dall'organizzazione, e sapendo che non smetterà mai di scappare o nascondersi, il bandito va nel panico e uccide la giovane coppia. Mentre l'uomo armato si prepara a uccidere John, Noreen si fionda contro di lui con un coltello e gli taglia la gola. John, ancora ammanettato, la implora di liberarlo, ma quando lei esita, lui cerca di costringerla ad arrendersi. Noreen ammette di avere paura, ma lo sorprende invece sparandogli con l'ultimo colpo di pistola. Anziché chiamare la polizia prende poi i soldi, avvia il jukebox ed esce dal locale.

## Distribuzione
The Killing Jar è stato distribuito in versione limitata il 19 marzo 2010. È stato distribuito su DVD da Image Entertainment il 22 febbraio 2011.

## Accoglienza

### Critica
Il sito di recensioni Rotten Tomatoes riferisce che, di otto critici, nessuno ha dato al film una recensione positiva; la valutazione media è stata di 3,15/10. Metacritic ha valutato il film 14/100 sulla base di sei recensioni.
Andrew Barker di Variety lo ha definito «un thriller da camera straordinariamente noioso». Michael Rechtshaffen di The Hollywood Reporter lo definì «un blando thriller con personaggi riscaldati e dialoghi standard che è fresco come il pollo e i biscotti del giorno prima». Jeannette Catsoulis del New York Times lo definì un «dramma di ostaggi da quattro soldi con molta più spavalderia che sostanza». Nick Hartel di DVD Talk lo ha valutato con 1/5 stelle e l'ha definito «un'idea moderatamente interessante eseguita in modo terribile».